# 665. pehotni polk (Wehrmacht)
Za druge 665. polke glejte 665. polk.
665. pehotni polk (izvirno nemško Infanterie-Regiment 665) je bil eden izmed pehotnih polkov v sestavi redne nemške kopenske vojske med drugo svetovno vojno.

## Zgodovina
Polk je bil ustanovljen 18. marca 1940 kot polk 9. vala kot Landesschützen-Regiment Oberost ter dodeljen 395. pehotni diviziji.
22. avgusta 1940 je bil polk razpuščen in osebje dodeljeno Heimatwachu.